# American Songwriter
American Songwriter — американский журнал посвящённый созданию песен. Содержит интервью, советы, новости, обзоры и поэтические конкурсы. Редакция базируется в Нэшвилле.

## История
Цель American Songwriter была сформулирована в первом номере за август 1984 года: создание содержательного, интеллектуально интригующего журнала об искусстве и историях написания песен.
Содержание American Songwriter охватывает весь спектр музыкальных жанров. На протяжении многих лет на обложках журнала появлялись такие непохожие друг на друга исполнители, как: Гарт Брукс, Боб Дилан, Poison, Клинт Блэк, Джон Денвер, Смоки Робинсон, Wilco, Джон Бон Джови, Вилли Нельсон, Билли Джоэл, Крис Кристофферсон, Джон Мелленкамп, Ричард Маркс, Drive-By Truckers, Пол Маккартни, Элтон Джон, Beck, Долли Партон, Эрик Клэптон, R.E.M., Weezer, Death Cab for Cutie, Райан Адамс, Джимми Баффет, Мерл Хаггард, Роб Томас, Тоби Кит, Эдди Рэббит, Роджер Миллер, Public Enemy, Шерил Кроу, Джеймс Тейлор, Рэй Ламонтань, Том Петти, Нил Даймонд, Zac Brown Band, Kings of Leon, Нил Янг, My Morning Jacket, Тейлор Свифт и другие.
В 2004 году журнал, ранее издававшийся Джимом Шарпом, был продан инвестиционной группе из Мобила. В 2011 году к команде American Songwriter присоединился Альби Дель Фаверо, взяв на себя роль соиздателя и президента материнской компании ForASong Media, LLC. Дель Фаверо известен как создатель еженедельника The Nashville Scene с богатым опытом работы в СМИ. С 2004 года по 2013 год тираж American Songwriter вырос с 2000 до 30 000 экземпляров, аудитория каждого выпуска составляет примерно 90-95 000 человек. Ежемесячно сайт журнала посещают 150—200 000 человек.
Раз в два месяца редакция журнала организует конкурсы посвящённые сочинению песен. Помимо персональной статьи в журнале, победитель получает акустическую гитару Gibson и микрофон Shure SM58. Призёр главного конкурса 2014 года выиграл совместную сессию с Эшли Монро — где они вместе сочиняли песню — и возможность записать её демоверсию в ведущей студии Нэшвилла.
В 2019 году American Songwriter был выкуплен компанией Savage Media.
Среди ведущих рекламодателей журнала — национальные производители музыкальных инструментов, звукозаписывающие компании, которые хотят привлечь внимание к своим певцам / авторам песен и группам, печатные издатели, которые издающие музыкальную литературу, демо-студии, производители программного обеспечения для звукозаписи, а также избранная группа немузыкальных компаний, которые позиционируют свою продукцию в рамках музыкальной культуры.